# Collège des pontifes
Le collège pontifical, ou collège des pontifes, formait un collège de prêtres qui était le plus prestigieux des quatre grands collèges religieux (quattuor amplissima collegia) de prêtres romains. Le membre le plus important du collège était le pontifex maximus. Le rôle du collège était de s'assurer que les dieux étaient en accord avec l'État. Les pontifes, responsables du calendrier religieux, dictaient l'activité des Romains.
Il était constitué par ailleurs :
- du rex sacrorum ;
- des pontifes ;
- des flamines affectés au culte d'un seul dieu ;
- des vestales pour partie.

## Histoire
À l'origine, durant la période monarchique, les pontifes créés par Numa Pompilius étaient conseillers religieux du roi. À la chute de la monarchie en -509, un rex sacrorum fut nommé pour remplacer le roi dans les offices religieux. Le collège devint donc un corps de prêtres et de conseillers au service du Sénat. Ils s'installèrent à la Regia, bâtiment issu de l'ancien palais du roi.
En 300 av. J.-C. est adoptée la lex Ogulnia, qui ouvre les différents sacerdoces aux plébéiens. Cette loi permet une importante transformation dans le rapport entre la plèbe (plebs) et les patriciens (patricii) dans la longue lutte de ceux-ci pour l'obtention de nouveaux droits. Cette loi augmenta également le nombre du collège des pontifes de cinq membres à neuf, et conduisit à la nomination de Tiberius Coruncanius, le premier pontifex maximus plébéien, en 254 av. J.-C. La loi exigeait en outre que cinq des augures soient plébéiens.